# Банкович Ян Мартинович
Ян Мартинович Банкович (нар. 9 листопада 1883, Лендонськ, Ліфляндська губернія, Російська імперія, нині Латвія — розстріляний 20 листопада 1938, Воронеж, СРСР) — радянський діяч, революціонер, голова Іркутського окрвиконкому, голова Одеської обласної контрольної комісії. Член Центральної Контрольної Комісії КП(б)У в лютому 1933 — січні 1934 р. Кандидат у члени ЦК КП(б)У в січні 1934 — січні 1937 р. Член ЦВК СРСР.

## Біографія
Народився в родині каменяра. Навчався у приходській школі. Трудову діяльність розпочав у п'ятнадцятирічному віці на будовах, потім працював на машинобудівному заводі у місті Ризі.
Професійний революціонер. Член РСДРП(б) (Латиської соціал-демократичної робітничої партії) з 1902 року.
У 1904 році був заарештований і звільнений за амністією 1905 року. У 1906 році був членом Ризького і федеративного комітетів Латиської соціал-демократичної робітничої партії, секретарем профспілки.
За революційну діяльність був вдруге заарештований царською поліцією у 1906 році, засуджений військовим судом до позбавлення усіх прав і до восьми років каторжних робіт. Відбував каторгу в Ризькому, а з 1910 року — в Псковському централах. У 1915 році висланий на поселення у Неванську волость Єнісейської губернії Сибіру. У березні 1917 року був амністований і працював у Єнісейській губернській спілці кооперативів. Потім повернувся до Латвії.
У 1917 році — товариш комісара праці Латвії. Після захоплення Латвії німецькими військами перебував на підпільній роботі, але невдовзі виїхав до Москви. У 1918—1919 роках — уповноважений Вищої Ради Народного Господарства (ВРНГ) РРФСР.
З березня 1920 року — заступник голови Єнісейської губернської надзвичайної комісії (ЧК). У 1920—1921 роках — завідувач відділу Єнісейського губернського революційного комітету. У 1921—1923 роках — заступник голови виконавчого комітету Єнісейської губернської ради, голова Канського повітового виконкому.
З 1924 року — член і заступник голови Сибірської крайової контрольної комісії РКП(б) в місті Новосибірську.
У 1928 — серпні 1930 року — голова виконавчого комітету Іркутської окружної ради.
У 1930—1932 роках — заступник торгового представника СРСР у Туреччині.
У 1932—1934 роках — голова Одеської обласної контрольної комісії КП(б)У.
У 1934—1937 роках — член ЦК Міжнародної організації допомоги революції (МОДР).
У 1937 році — секретар Воронезької обласної комісії партійного контролю при ЦК ВКП(б). До січня 1938 року — завідувач приймальні по скаргах Воронезького обласного земельного управління.
8 січня 1938 року заарештований органами НКВС. Звинувачення за статтями 58-6, 58-10, 58-11 КК РРФСР. Засуджений 5 жовтня 1938 року трійкою УНКВС Воронезької області до вищої міри покарання. Розстріляний у Воронежі. Посмертно реабілітований 13 жовтня 1956 року.